# Пересецький В'ячеслав Борисович
В'ячесла́в Бори́сович Пересе́цький (*21 серпня 1946, Махачкала — †26 січня 2012, Київ) — київський кримінальний авторитет на прізвисько «Фашист». Громадянин України, інвалід 1 групи, проживав у Києві.

## Біографія
Народився 21 серпня 1946 року в місті Махачкалі. У юності поміняв місце проживання і перебрався до України, до Києва. Працював м'ясником в одному з київських продуктових магазинів, підробляв «екстрасенсом» і навіть створив власний медичний кооператив, який вимірював біополя довірливих громадян.

### Кримінальна діяльність
У роки юності у 1964 році був засуджений на 2 роки позбавлення волі за розбій, а в 1968-му отримав три роки за крадіжку.
Свою активну кримінальну діяльність почав у середині 80-х років. Перші «вилазки» — дрібне хуліганство, грабежі і здирство здійснював у випадкових бандитських компаніях. Потім, в 1989 році, зібрав декілька товаришів, які, у свою чергу, привернули інших громадян із стриженими потилицями, і створив організоване злочинне угруповання. У той час до банди входило близько 20 чоловік. Основним «бізнесом» ОЗГ «Фашиста» був рекет і квартирні крадіжки. Протягом тривалого періоду «сім'я Фашиста» підтримувала дружні відносини з бандами карних злочинців «Буні» і «Шухмана». За деякими даними, ватажки трьох банд спільно продумали і здійснили в 1990 — 1991 роках план декількох резонансних і досі не розкритих замовлених вбивств.
Після того, як в червні 1992 року загинув під час розбирань з ворожими угрупованнями столиці «Буня» і в квітні того ж року розбився на власному автомобілі недалеко від Умані «Шухман», банда «Фашиста» поповнилася людьми з дружніх угруповань, що розпалися. Тепер вона налічувала близько 50 чоловік і потребувала серйознішої організації. «Фашист» розділив «сім'ю» на бригади, а лідерами призначив найближчих друзів: Кошубу, Контуша і Бігуна. Тоді ж «Фашист» з метою «відмивання» злочинно нажитого створює приватні підприємства «Брок», «Безпека інформації» і ЗАТ «Битагротехніка». Директорами і головними бухгалтерами підприємств стають його довірені особи.
За період з 1995 по 1997 рік правоохоронцям вдалося заарештувати шість членів банди «Фашиста», але до самого ватажка дотягнутися не вдавалося. І лише в 1997 році проти лідера ОЗГ порушили кримінальну справу. Згідно з матеріалами суду, Пересецький з товаришами вимагав у директора Київської птахофабрики Філатової передачі йому під заставу двох адмінбудівель і надання кредиту в розмірі $2,8 млн. Слідство було завершене тільки навесні 2000 року. «Фашист» відправився у в'язницю на 8 років, а замішаним у злочині бригадирам його ОПГ було призначене від 4 до 9 років позбавлення волі. Звільнений за амністією, не просидівши і 1,5 року.

Могила В'ячеслава Пересецького

Помер 26 січня 2012 року у Києві. Похований на Берковецькому кладовищі поруч із сином В'ячеславом (ділянка № 76).